# Erdbeben von Tumaco 1979
Das Erdbeben von Tumaco 1979 war eines der zerstörerischsten Erdbeben in der Geschichte von Kolumbien, das sich im 20. Jahrhundert ereignet hat. Am Mittwoch, dem 12. Dezember 1979 um 2:59 Uhr morgens, bebte die Erde im südwestlichen Zipfel des Landes. Das Ereignis war in einem großen Teil Kolumbiens zu spüren und verursachte einen Tsunami, der die Pazifikküste zwischen Tumaco und Guapi traf. Der Erdstoß forderte mindestens 454 Tote, 1.000 Verwundete, viele Vermisste und hatte auch Auswirkungen bis Ecuador.
Es war ein Unterwassererdbeben dessen Epizentrum im Pazifik lag, etwa 75 Kilometer westlich vor der Küste des Hafens von Tumaco im Departamento de Nariño. Die Erdbebenstärke wurde von der damaligen Kontrollstelle, dem Kolumbianischer Geologischer Dienst, mit einer Magnitude von 8,1 (Mw) bei einer oberflächlichen Tiefe von 23,6 km gemessen.

## Folgen
In der Folge entwickelte sich ein riesiger Tsunami, der die Küsten der beiden Departamentos Nariño und Cauca betraf, hauptsächlich das Gebiet zwischen Guapi und dem rund 100 km San Juan de la Costa im Departamento de Nariño. Nach Beobachtungen und Aussagen von Überlebenden als Zeugen erschienen drei große Wellen mit einer Höhe von jeweils mehr als drei Meter, die Menschen, Tiere, Häuser und Möbel von der Bildfläche verschwinden ließen. Bis zum 7. Januar 1980 gab es insgesamt 36 Nachbeben.
In einem ersten Zivilschutzbericht wurde vermerkt, dass an der gesamten Küste etwa 450 Menschen starben und mehr als 1.000 Menschen verletzt wurden; mehr als 2.500 Häuser wurden nur beschädigt während 3.540 Häuser vollständig zerstört wurden.
Die Gemeinden El Charco, San Juan de la Costa, Mosquera und einige Küstenorte wurden völlig zerstört. Berichten zufolge wurden in El Charco mehr als 50 % der Häuser sowie viele Gebäude und Sägewerke zerstört. Allein dort gab es mehr als 100 Tote und ungefähr 400 Verletzte.
In San Juan de la Costa hingegen waren die Betongebäude stark von der seismischen Welle betroffen, während sich die Holzgebäude besser hielten. Jedoch beim Eintreffen des Tsunami wurden alle Holzhäuser von den Wellen weggespült. An diesem Ort betrug die Gesamtzahl der Verstorbenen 165 und etwa 280 zerstörte Häuser, was der Gesamtheit der Häuser in dieser Stadt entsprach.
In Tumaco selbst stürzten eine große Anzahl von Gebäuden ein, die meisten brachen aufgrund der Verflüssigung des Bodens zusammen, wurden jedoch vom Tsunami selbst nicht ernsthaft beeinträchtigt. Ein Aufweichen des Grund und Bodens wurde auch auf der Insel Gorgona, in Chacon, El Charco, im Nationalpark Sanquianga und San Juan de la Costa beobachtet.